# Dieselråttor & sjömansmöss: Jakten på Solkatten
Dieselråttor & sjömansmöss: Jakten på Solkatten är svenskt datorspel från 2002 som bygger på SVT:s julkalender Dieselråttor & sjömansmöss. Spelet skapades av Carina Dahl och Per Åhlin på Pennfilm Studio och utgavs av PAN Vision.

## Upplägg
Spelet består av tre delar: kullagret, äventyrsspelet och de 24 minispel (luckor).
De 24 minispelen låses upp med en kod som avslöjades varje dag efter dagens avsnitt av julkalendern i SVT och publicerades även på SVT:s hemsida och Text-TV. Minispelen är utformade som olika pussel som ska lösas och blir svårare för varje gång minispelet klaras av. För varje avklarat minispel belönas spelaren med pynt som man kan klä en julgran med.
Parallellt med minispelen finns ett äventyrsspel som utspelar sig i maskinrummet på ångfartyget M/S Fidel där en solkatt tagit sig in i maskinrummet och hotar dra ner skeppet till havets botten.
Kullagret består av olika lättare pussel.

## Rollista
- Anna Åström – Ofelia
- Andreas Haglund – Philémon
- Sven Wollter – mäster Estragon
- Ralph Carlsson – fader Rafael / eldaren
- Elisabet Carlsson – Lucky Closette
- Stig Grybe – oraklet

## Mottagande
Östgöta Correspondentens recensent Anders Jangbrand gav spelet 4 av 6 i betyg och poängterade att det är ungefär i samma nivå som tidigare julkalenderspel. Jangbrand konstaterade att han kände igen flera av minispelen men tillade att de ändå uppnår en tillräcklig variation för att aldrig bli tråkiga. Han beskrev också styrningen i spelet som segt och svårstyrt men röstskådespeleriet som välgjort och bra. Sammanfattningsvis skrev Jangbrand om spelet: "inte speciellt märkvärdigt för dem som är vana med att spela datorspel men kanske kan underhålla den yngre delen av dem som spelar ett tag".
Göteborgs-Postens recensent Kerstin Eikeland gav spelet 3 av 5 i betyg och ansåg äventyrsspelet ha bra grafik men vara lite för svårt med bristfälliga instruktioner. Minispelen beskrevs desto bättre vara en bra blandning med tydliga instruktioner men lite väl korta. Eikeland peka också på bristen på julstämning förutom möjligheten att bygga en egen julgran. TT Spektras recensent Björn Brånfelt gav spelet 3 av 5 i betyg och beskrev spelet som "större än man tror och ganska klurigt", "barnsligt roligt" och tyckte att "Per Åhlins illustrationer och teckningar ger spelet en skön, sagolik, atmosfär." Brånfelt tillade att minispelen är enkla, roliga, välgjorda och pedagogiska.
Hallands Nyheters recensent Lars Grimbeck ansåg att spelet hade en lagom hög svårighetsgrad och passade båda barn som vuxna men krävde en viss datorvana. Grimbeck gillade Per Åhlins illustrationer som han menade "effektivt hjälper till att skapa den stämning man kan föreställa sig i fartygets fuktiga, rostiga inre" och tyckte att minispelen var av "varierande sort och svårighetsgrad". Grimbeck påpekade spelets brist på jultema men menade på att spelet just därför kanske inte kommer "att kännas gammalt redan efter nyår".
Sundsvalls Tidnings recensent Stefan Forsberg beskrev spelet som en förbättring jämfört med tidigare julkalenderspel med bra styrning, bra minispel och mycket att göra. Sydsvenskans recensent Malena Henriksson beskrev spelets minispel som kluriga och Per Åhlins tecknade figurer som jättehärliga. Däremot beklagade sig hon över att spelet var lite för svårt för den tänkta målgruppen på 6 år plus och saknade julstämning.
Spelet sålde i fler än 50 000 exemplar och blev ett av de mest sålda spelen inför julen 2002 i Sverige.